# كريستوف برونو
كريستوف برونو (بالفرنسية: Christophe Bruno)‏ هو فنان فرنسي، ولد في 1 يوليو 1964.